# Los Peniques
Orquesta Los Peniques fue un grupo musical chileno de música tropical, existente entre 1953 y 1965.

## Historia
Fue una orquesta de música tropical de jóvenes formada por el baterista Silvio Ceballos. Su director y arreglador era el pianista argentino Tomás Di Santo. La sección de bronces estaba integrada por los hermanos Víctor y Luis "Chichino" Durán (trompeta y saxofón tenor, respectivamente) y por Esteban y Óscar Moya (trompeta y saxofón alto). Completaban la primera formación el contrabajista Andrés Valdivia y el cantante René Duval.
Hacia el año 1955, la orquesta trabajaba de manera estable en el Hotel Carrera. Grababan para el sello Odeón con su gran cantante René Duval. Los temas "Oriza", "El Presidente", "Estando contigo" y "Arabesco" son parte de un amplio repertorio que incluye rumba, bolero, marcha, mambo, chachachá y foxtrot.
Basándose en el lema "ritmo en el alma" que proclamaba la Orquesta Santa Anita —en la que anteriormente había participado Di Santo en Argentina—, Los Peniques utilizaban como arenga distintiva en sus presentaciones el eslogan "ritmo y juventud". Al separarse de Silvio Ceballos en 1958, la agrupación adoptó esta frase como su nombre, conformando la orquesta Ritmo y Juventud, que incorporó al baterista Arturo Giolito.
Con una nueva formación, Ceballos se mantuvo al mando de Los Peniques, integrando al cantante Gino del Solar, quién sería sustituido en 1962 por Patricio Zúñiga, quien pasaría a ser conocido como Tommy Rey. Los Peniques se disolvieron en 1965, cuando Tommy Rey abandonó la orquesta para unirse a La Sonora Palacios.